# Парандак (Марказі)
Парандак (перс. پرندک; раніше Рахімабад (перс. رَحيم‌آباد), також романізоване як Raḩīmābād) — місто в центральному окрузі округу Зарандієх, провінція Марказі, Іран. Він розташований приблизно за 65 км на південний захід від столиці Ірану (Тегеран). На півночі міста протікає солона річка.
Парнадак має першу промисловість у провінції Марказі.

## Мова
Жителі цього міста розмовляють перською та турецькою мовами.

## Представник Velayat-e Faqih
Ходжатолеслам і мусульмани Саїд Хасан Мухаммаді Імам Джоме Парандак Сіті.